# ヒッポダミア (小惑星)
ヒッポダミア (692 Hippodamia) は小惑星帯の外縁部に位置する小惑星である。ハイデルベルクでマックス・ヴォルフとアウグスト・コプフによって発見された。
ギリシア神話で、アガメムノンの祖先でペロプスの妻とされるヒッポダメイアにちなんで命名された。